# 로타 (사진가)
로타(ROTTA, 본명 최원석, 1978년 8월 28일 ~ , 포항시)는 대한민국의 사진가 및 비디오 디렉터이다. 피사체가 되는 모델의 볼에는 핑크빛 볼 터치가 있는 섹시한 컨셉을 주로 촬영한다. 또한 침대, 탁자와 같은 실생활에서 쉽게 볼 수 있는 물건을 내제시켜 일상과 연결해 현실감을 부여하는 특징도 있다. 이런 특징은 일본 그라비아 모델 화보와도 일맥상통하는 부분이 있으나, 대한민국에서는 노출이 심한 화보가 자기 검열되는 성향이 강하다. 그래서 로타의 작품은 일본의 그라비아 화보와는 달리 '비교적 약한 수위의 노출'을 구현하기 위한 티셔츠, 혹은 교복이 입혀지며 신체 사이즈 등을 다소 절제된, 은근한 섹슈얼리티를 구현하는 사진들을 선보이지만 이러한 특징들이 소아성애적으로 보여 작가에게 반감을 드러내는 사람들이 있지만, 본인은 자신이 찍는 사진은 "예술"이라고 칭했다.

## 성범죄 사건
2018년 12월 10일 촬영 중 모델을 성추행한 혐의로 불구속기소 된 사진작가 최원석(예명 로타)가 첫 재판에서 혐의를 전면 부인했다. 변호인은 신체 접촉을 한 점을 인정하면서도 "구체적으로 어떤 협박이나 폭행을 동원해 동의하지 않는 신체 접촉을 했다는 것인지 검찰이 분명히 설명하지 않고 있다"며 "동의 아래 이뤄진 접촉이었다"고 주장했다. 검찰은 2018년 10월 말 강간·유사강간 혐의는 증거불충분 사유로 불기소하고 강제추행 혐의에 대해서만 불구속기소했다. 재판부는 내년 1월 16일 2회 공판에서 A씨를 증인으로 불러 심문할 예정이다. 이후 1심 재판에서 징역 8개월과 80시간의 성폭력 프로그램 이수, 3년간의 아동청소년 관련기관 취업제한을 선고받았는데 로타는 곧바로 항소했지만 2심에서도 로타의 항소를 기각하고 1심과 동일한 징역 8개월과 80시간의 성폭력 프로그램 이수, 3년간의 아동청소년 관련기관 취업제한을 선고했다. 이에 로타는 2019년 8월 19일 2심 판결에 불복하여 상고하였어나, 10월 11일 상고 기각되어 최종적으로 형이 확정되었다.